# Essert
Essert is een gemeente in het Franse departement Territoire de Belfort (regio Bourgogne-Franche-Comté). Essert telde op 1 januari 2022 3.382 inwoners. In het Elzassisch of het Duits heette de plaats vroeger Schert. De gemeente maakt deel uit van het arrondissement Belfort en sinds 22 maart 2025 van het op die dag gevormde kanton Bavilliers. Voor die dag viel de gemeente onder het kanton Valdoie.
Essert is een voorstad van Belfort.
In de gemeente ligt het Fort de la Côte. Dit werd gebouwd tussen 1889 en 1890 op een heuvel gebouwd in het kader van het Séré de Rivière-systeem. Het schootsveld van het fort bestreek de Mont-Vaudois en de Mont du Salbert en de weg tussen Vesoul en Belfort. Het fort beschikte over vier 120 mm-kanonnen en vier 90 mm-kanonnen. Het fort is niet meer in gebruik en werd in 1998 aangekocht door de gemeente.

## Geografie
De oppervlakte van Essert bedroeg op 1 januari 2022 7,01 vierkante kilometer; de bevolkingsdichtheid was toen 482,5 inwoners per km².
Het riviertje de Douce stroomt door de gemeente. Ook loopt de Rigole de Belfort door de gemeente. Dat is een kanaal dat tussen 1939 en 1949 is gebouwd om het Rhône-Rijnkanaal van water te voorzien.
De onderstaande kaart toont de ligging van Essert met de belangrijkste infrastructuur en aangrenzende gemeenten.

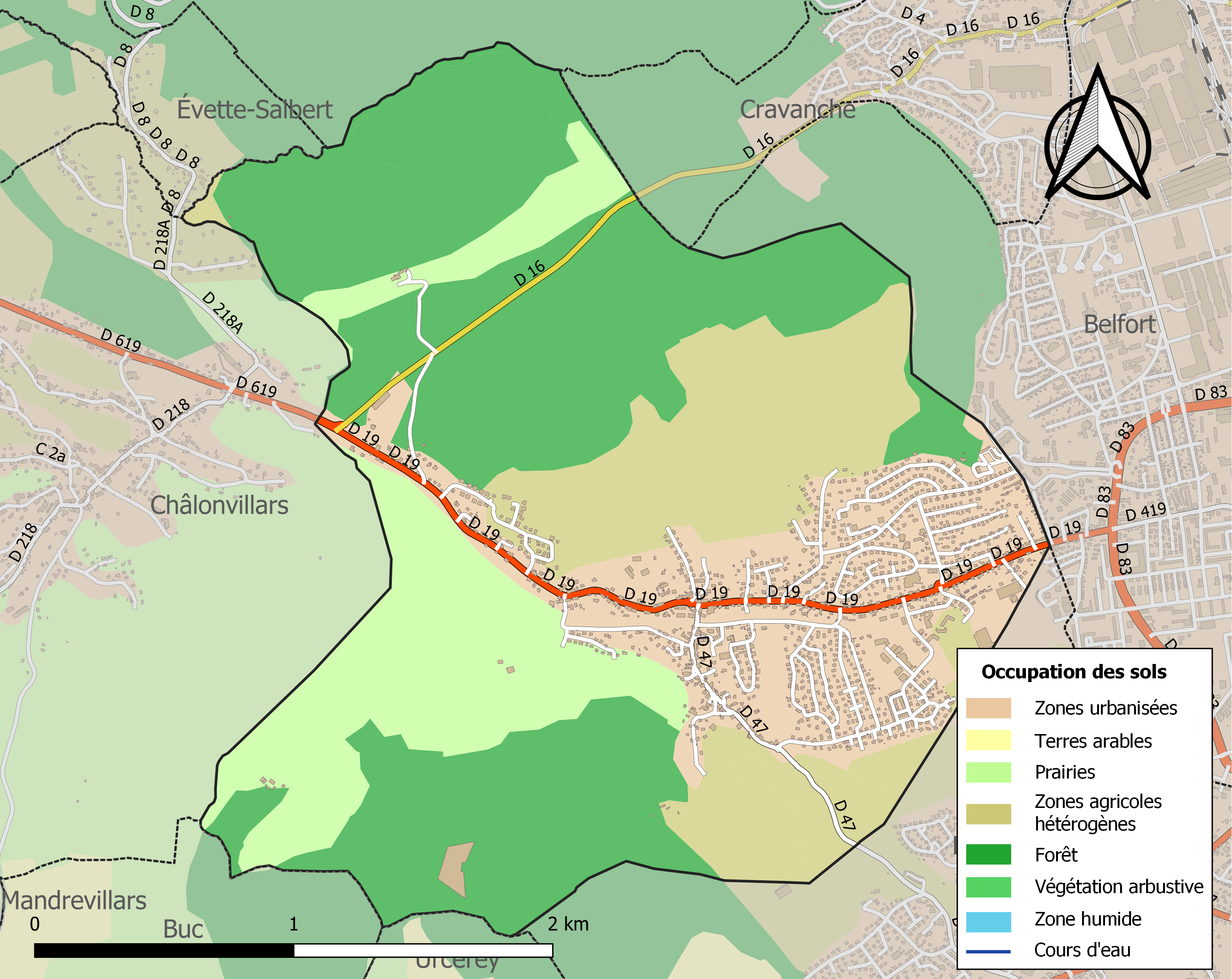

## Demografie
Onderstaande figuur toont het verloop van het inwonertal (bron: INSEE-tellingen).